# Bá tước xứ Shrewsbury
Bá tước xứ Shrewsbury (tiếng Anh: Earl of Shrewsbury) là một tước hiệu quý tộc cha truyền con nối thuộc Đẳng cấp quý tộc Anh được lập ra 2 lần. Bá tước Shrewsbury được lập lần thứ hai vào năm 1442. Người nắm giữ danh hiệu Bá tước xứ Shrewsbury cũng giữ danh hiệu Bá tước xứ Waterford (1446) thuộc Đẳng cấp quý tộc Ireland và Bá tước xứ Talbot (1784) thuộc Đẳng cấp quý tộc Đại Anh. Shrewsbury và Waterford là những vị bá tước lâu đời nhất trong trong đẳng cấp bá tước Anh do một người không có tước vị cao hơn nắm giữ (những vị bá tước lâu đời nhất trong mỗi dòng dõi do Công tước xứ Norfolk và Công tước xứ Leinster nắm giữ), và như vậy, Bá tước Shrewsbury đôi khi được mô tả là bá tước hàng đầu của Anh và Ireland.